# Loxosomella discopoda
Loxosomella discopoda är en bägardjursart som beskrevs av Nielsen och Ryland 1961. Loxosomella discopoda ingår i släktet Loxosomella och familjen Loxosomatidae. Arten har ej påträffats i Sverige. Inga underarter finns listade i Catalogue of Life.